# Battaglia della Ruhr
La battaglia della Ruhr fu un episodio della seconda guerra mondiale iniziato dal Bomber Command della RAF per debilitare la maggiore regione industrializzata della Germania nazista, la Ruhr. La zona, già oggetto di attacchi precedenti (e successivi), non sarà l'unico teatro di guerra per l'aeronautica inglese, che attaccherà anche, sebbene in misura decisamente inferiore, anche altri luoghi durante questo periodo.

## Storia

### Incursioni primarie
Il 4 marzo 1943 le forze del Bomber Command, l'unità della RAF incaricata delle operazioni di bombardamento, ammontavano a 1 113 aerei, tuttavia solo 600 circa erano di pronto impiego e con gli equipaggi al completo. Arthur Harris, comandante in capo del Bomber Command dal 22 febbraio 1942, decise di dare il via ad una nuova offensiva contro la Ruhr, la zona più industrializzata della Germania nazista chiamata ironicamente dagli equipaggi Happy Valley (valle felice) per via delle poderose difese antiaeree presenti anche nelle rotte di avvicinamento (il cosiddetto "viale della FlaK").
Nel primo mese di attacco gli obiettivi di Harris furono Essen, Duisburg e Bochum. Proprio la prima città fu il punto d'inizio dell'offensiva. Il bombardamento, per la prima volta per il Bomber Command, doveva compiersi totalmente alla cieca basandosi sulle indicazioni fornite da otto Mosquito dotati del sistema di radionavigazione Oboe, che avrebbero provveduto ad illuminare con speciali bombe le zone da colpire. La sera del 5 marzo 1943 381 bombardieri, indirizzati sulla giusta strada a 25 km da Essen da dei bengala gialli sganciati dai Mosquito, attaccarono divisi in tre ondate assistiti dai lanci segnalatori dei soliti Mosquito. A partire dalle 21:05 Essen vide piovere dal cielo 1 051 tonnellate di ordigni che per la prima volta dall'inizio della guerra la colpirono in pieno. Quattordici aerei vennero abbattuti ma 12 ettari della grande fabbrica Krupp e 53 ettari della città risultarono danneggiati seriamente. Circa una settimana dopo, la notte del 12-13 marzo, altri 384 bombardieri (su 457 decollati, dato che 23 furono abbattuti dalla FlaK e 50 si ritirarono per noie meccaniche) volarono di nuovo su Essen martellando ulteriormente le zone abitate e la Krupp.
Con il morale risollevato i piloti inglesi visitarono Bochum la notte tra il 29 e il 30 marzo ma i risultati furono deludenti. Stessa sorte per Duisburg visitata le notti dell'8 e 9 aprile. Essen fu devastata ulteriormente la notte del 3-4 aprile da 295 bombardieri, 21 dei quali caduti sotto i colpi della Flak. Dopo 23 notti di pace in cui il Bomber Command volò sopra altre città, la Ruhr ritornò nelle sue attenzioni la notte del 26-27 aprile, quando Duisburg subì un attacco che provocò solo danni minori. Anche Essen fu in parte risparmiata la notte tra il 30 aprile e il 1º maggio, anche perché alcune bombe luminose non scoppiarono. La notte del 4-5 maggio Dortmund registrò un attacco "grave e concentrato", ma ben peggiori furono i danni causati a Duisburg la notte del 12-13 maggio da 483 aerei inglesi: al prezzo di 34 aerei fu quasi totalmente distrutto il centro storico mentre la Thyssen e i sobborghi ebbero danni minori. Dopo un'altra breve pausa la notte del 23-24 maggio il Bomber Command catapultò per la prima volta più di 2 000 tonnellate di bombe su una città nemica, Dortmund. Due giorni dopo una spessa coltre di nubi evitò a Düsseldorf un disastro simile, e la notte del 27-28 maggio Essen non venne colpita in maniera particolarmente grave, al contrario invece della contraerea che fece precipitare 22 aerei tra cui, per la prima volta, un Mosquito.

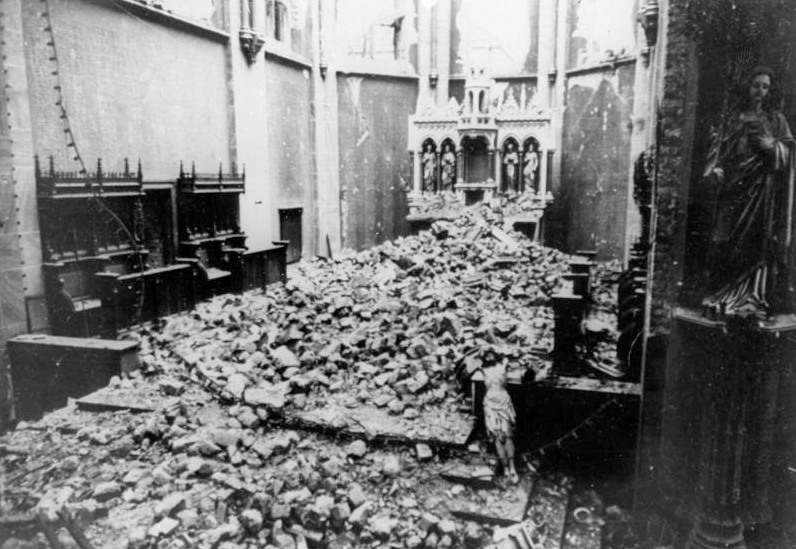
I resti di una chiesa di Bochum nel 1943

Questi ultimi insuccessi vennero riscattati la notte del 29-30 maggio dal Bomber Command con il bombardamento di Wuppertal, nata dalla fusione di Barmen con Elberfeld e circondata dai centri minori di Cronenberg e Ronsdorf. Harris impostò come centro del bombardamento Barmen, obiettivo da attaccare da sud-ovest a nord-est in modo da distruggere l'area più densamente edificata di Wuppertal e le principali industrie. Seicentoundici bombardieri, preceduti dai Mosquito-segnalatori equipaggiati con Oboe, sganciarono il loro carico con estrema precisione e concentrazione. In quella che fu una delle missioni più appaganti per il Bomber Command, perirono 2 450 civili, risultò polverizzato il 58% di Barmen, vennero annientate le comunicazioni interne e la produzione industriale si fermò per 52 giorni. Il tributo pagato dal Regno Unito fu di 33 bombardieri. Tra l'11 e il 12 giugno fu sventrato il centro storico e colpita la zona industriale di Düsseldorf; la notte successiva toccò a Bochum, anch'essa duramente segnata, e anche Oberhausen ebbe il centro della città dilaniato la notte del 14-15 giugno. Dopo un infruttuoso passaggio su Colonia la notte dal 16 al 17 giugno, nella notte dal 21 al 22 dello stesso mese il Bomber Command volò su Krefeld e demolì il 47% delle superfici edificate perdendo però 42 velivoli; la notte successiva i due terzi di Mülheim an der Ruhr subirono danni gravissimi ma ancora una volta le difese avevano inflitto danni significativi agli inglesi abbattendo 35 aerei.
Harris, il comandante in capo del Bomber Command, era comunque deciso ad annientare del tutto Wuppertal. Colpita Barmen la notte del 29-30 maggio, in quella del 24-25 giugno 1943 toccò a Elberfeld: 521 aerei sganciarono 1 795 tonnellate tra bombe e spezzoni incendiari che demolirono il 94% della città. I morti tra i civili arrivarono a 2 750 e Harris non vide tornare 33 aerei, ma Wuppertal era in ginocchio. Dalla notte tra il 28 e il 29 giugno a quella tra l'8 e il 9 luglio Colonia, peraltro già duramente provata dall'operazione Millennium, fu obiettivo di tre attacchi inglesi che aumentarono ancora di più le distruzioni a terra. L'ultima missione inglese della battaglia della Ruhr, se si vogliono considerare le sole città colpite nella Ruhr, si verificò la notte dal 25 al 26 luglio quando 604 bombardieri attaccarono Essen causando grandi danni alla Krupp e alla città stessa (gli incendi vennero spenti del tutto solo tre-quattro giorni dopo), al costo però di 23 equipaggi.

### Attacco alle dighe
L'attacco alle dighe dei fiumi Eder, Sorpe e Möhne fu voluto dallo Stato Maggiore della RAF contro il parere di Arthur Harris, che tra l'altro il 18 febbraio 1943 protestò vivamente con Charles Portal, capo di Stato Maggiore della RAF.
Ad ogni modo per compiere la missione fu allestito, il 21 marzo 1943, uno squadrone, il 617º inquadrato nel 5th Group, composto dai migliori uomini del Bomber Command che si addestrarono per circa un mese per imparare ad usare le speciali bombe che avrebbero dovuto aprire una breccia nelle possenti dighe tedesche.

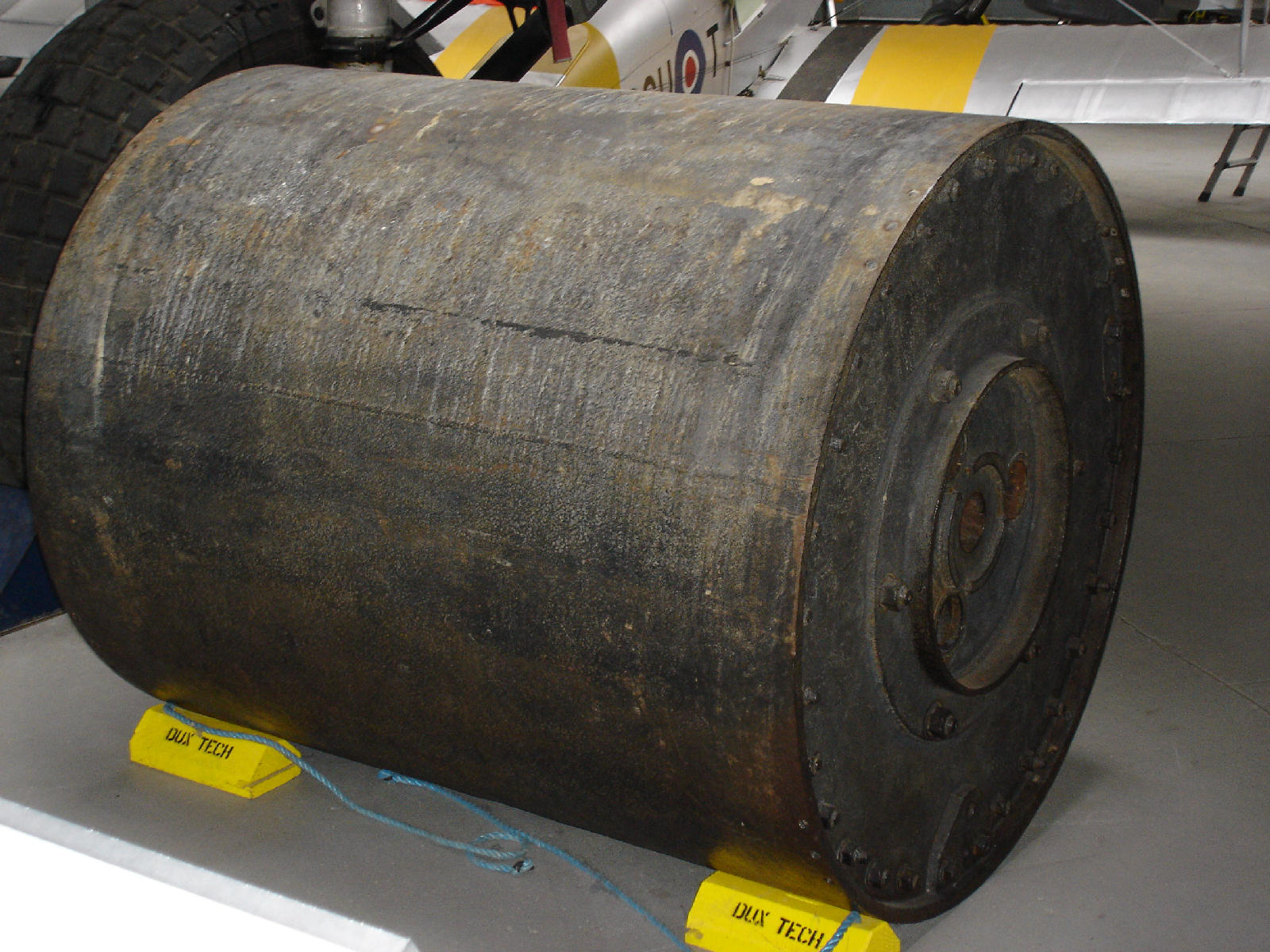
Un'originale bouncing bomb (bomba rimbalzante) identica a quelle utilizzate nell'operazione Chastise

Queste bombe particolari erano state commissionate sin dal 1942 all'ingegnere Barnes Wallis, che mise a punto delle bombe rimbalzanti. L'idea era quella di sganciare la bomba dalla fusoliera di un Avro Lancaster e farla rimbalzare in avanti più volte, fino ad esplodere contro la parete interna della diga.
Che il 617º squadrone fosse composto dagli equipaggi migliori era richiesto dalle particolari modalità di lancio delle bouncing bombs. Esse dovevano essere sganciate alla bassissima quota di 18 metri alla velocità di 354 km/h ed a una distanza dalla diga compresa tra i 366 e i 421 metri. Altrimenti sarebbero affondate o esplose a contatto con l'acqua. Il comandante dello squadrone, Guy Gibson, si impegnò assieme al comandante del 5th Group, Ralph Cochrane, a studiare dei metodi per permettere di rispettare questi severi paletti. Il problema della giusta altezza venne risolto da Gibson che intuì che bastava installare sotto la fusoliera dei Lancaster due proiettori, uno a prua e uno a poppa, angolati in modo tale che i loro dischi luminosi collimassero sull'acqua solo se la quota era di 18 metri precisi. Il secondo inconveniente, quello della giusta distanza, fu superato da un tenente colonnello dello Stato Maggiore che propose di costruire una sorta di fionda a "Y" posizionata a 61 cm da un semplice oculare di puntamento; quando i vertici della "Y" avessero combaciato con le torrette delle dighe, se la velocità era di 354 km/h, la distanza sarebbe stata ottimale per il lancio della bouncing bomb.
L'operazione Chastise, iniziata il 16 maggio 1943 e pianificata in tutto e per tutto da Cochrane, prevedeva lo scaglionamento in tre ondate di 19 Lancaster il cui volo era da svolgersi categoricamente sotto i 450 m per evitare l'identificazione da parte dei radar tedeschi. Inizialmente le cose volsero al peggio per il 617º squadrone: un aereo ebbe un guasto meccanico sopra lo Zuiderzee e tornò in Inghilterra, un altro fu colpito dalla contraerea di Vlieland e fece rotta per la base di partenza, di altri due si perse ogni traccia (forse furono abbattuti o precipitarono a seguito di gravi guasti meccanici) cosicché della seconda ondata rimase un solo Lancaster.

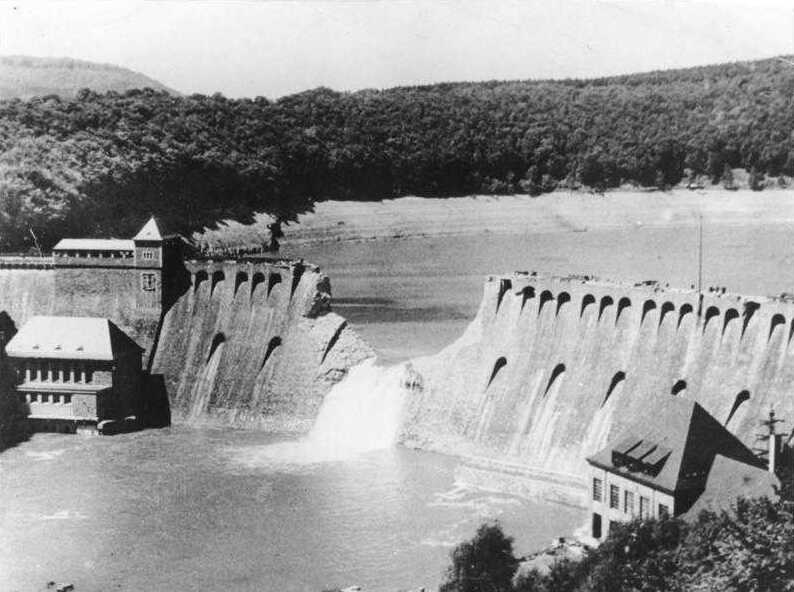
La diga dell'Eder dopo l'attacco

Sulla diga del Möhne attaccò per primo Gibson alle 00:28 del 17 maggio. Sotto una pesante reazione della FlaK il puntatore sganciò la bouncing bomb che centrò in pieno il bersaglio, solamente danneggiato. Gibson, capo della formazione, ordinò al pilota Hopgood di tentare la sua stessa manovra. In fase d'avvicinamento Hopgood fu colpito ad un motore e nonostante gli sforzi del pilota l'aereo venne travolto dall'esplosione della bomba avvenuta a contatto con l'acqua. Quindi fu la volta del pilota Martin, anch'esso colpito a un serbatoio e agli alettoni, ma non precipitò anche se lanciò troppo presto la bomba che si inabissò nello specchio d'acqua. Finalmente il Lancaster successivo colpì nello stesso punto in cui era esplosa la bomba di Gibson, ma la diga, ancora una volta, non crollò. Ci volle un altro centro dell'aviere Maltby per far sgretolare piano piano la parte centrale della diga, che in poco tempo riversò dalla falla 1 200 m² milioni di litri d'acqua nella valle. Visto il successo riportato dai suoi uomini, Gibson ordinò di fare rotta per la diga dell'Eder.
Indifesa, la diga dell'Eder fu dapprincipio attaccata numerose volte dal pilota Shannon, che non riuscì mai ad allinearsi correttamente e alla fine dovette lasciare il posto a Maudslay, il cui puntatore sganciò la bomba che batté sul parapetto della diga esplodendo su una vicina collina. Shannon tentò di nuovo l'impresa e al terzo nuovo tentativo posizionò la bomba correttamente. Tuttavia per aprire una breccia fu necessario l'intervento di Knight e del suo puntatore, che frantumarono la diga alle ore 01:54. Gibson tornò sulla diga del Möhne per sincerarsi dei danni quindi, assieme al resto della formazione, tornò in Inghilterra.
Mentre Gibson conduceva i due attacchi alle dighe del Möhne e dell'Eder, l'aereo di McCarthy, unico superstite della seconda ondata, lanciò alle 00:45 la sua bomba che colpì la parte alta della diga del Sorpe, riuscendo però solo a sgretolarla. Anche un altro Lancaster centrò la diga che però, come quella sul Möhne, resistette anche al secondo colpo. Un altro Lancaster riuscì a far cadere la sua bouncing bomb sulla diga dell'Ennepe ma probabilmente questa non esplose perché l'equipaggio non notò nulla.